# Veerappanchatiram
Veerappanchatiram es una ciudad y municipio situada en el distrito de Erode en el estado de Tamil Nadu (India). Su población es de 84453 habitantes (2011). Se encuentra a 3 km de Erode y a 52 km de Tirupur.

## Demografía
Según el censo de 2011 la población de Veerappanchatiram era de 84453 habitantes, de los cuales 42398 eran hombres y 42055 eran mujeres. Veerappanchatiram tiene una tasa media de alfabetización del 83,56%, superior a la media estatal del 80,09%: la alfabetización masculina es del 89,30%, y la alfabetización femenina del 77,78%.